# Cerro de Las Cuevas
Cerro de Las Cuevas är ett berg i Chile.   Det ligger i provinsen Provincia de El Loa och regionen Región de Antofagasta, i den norra delen av landet, 1 300 km norr om huvudstaden Santiago de Chile. Toppen på Cerro de Las Cuevas är 5 296 meter över havet, eller 515 meter över den omgivande terrängen. Bredden vid basen är 2,9 km.
Terrängen runt Cerro de Las Cuevas är bergig åt nordväst, men åt sydost är den kuperad. Cerro de Las Cuevas ligger uppe på en höjd som går i sydvästlig-nordostlig riktning. Runt Cerro de Las Cuevas är det mycket glesbefolkat, med 6 invånare per kvadratkilometer.. Det finns inga samhällen i närheten. 
Trakten runt Cerro de Las Cuevas är ofruktbar med lite eller ingen växtlighet.